# Ilex microphylla
Ilex microphylla är en järneksväxtart som beskrevs av William Jackson Hooker. Ilex microphylla ingår i släktet järnekar, och familjen järneksväxter. Inga underarter finns listade i Catalogue of Life.